# Film A moment
『film A moment』（フィルムアモーメント）は、ロックバンド「凛として時雨」のギター・ボーカルTKがTK from 凛として時雨として、2011年4月27日にソニー・ミュージックアソシエイテッドレコーズから完全生産限定盤として発売された、DVDとフォトブックを合わせた映像作品である。TKとしては、初のソロ名義での作品となる。

## 概要
DVDの収録内容は、「introduction」「white silence」、作品タイトルにもなっている「film A moment」の計3楽曲をBGMに、TK自身が8mmビデオで撮影したスコットランドとアイルランドの風景に、島田大介がディレクターを務めたミュージックビデオを合わせた映像が収録されている。
フォトブックの収録内容は、上記2カ国を旅した時にTK自身が撮影した写真に旅日記を掲載したものとなっており、全100ページを超えるものとなっている。
「white silence」にボーカルとして湯川潮音、「film A moment」にはドラムにBOBO、バイオリンに佐藤帆乃佳が参加している。なお、この2曲は2012年に発売されたTKのソロアルバム「flowering」にアルバムバージョンとして収録された。「film A moment」は他にも、コーラスに345、ギターにピエール中野といった凛として時雨のメンバーもゲスト参加している。
2011年6月24日から7月10日にかけて東京原宿のLuckandにて、本作で使用したカメラやギターなどが展示されたギャラリーショップが期間限定でオープンした。

## 収録曲
全曲作詞作曲：TK
1. introduction
2. white silence
3. film A moment

- 本編そのものは約20分の収録内容だが、それとは別に、トップメニューでは約50枚の写真のスライドショーと共に、14分程度のインストゥルメンタル楽曲が用意されている。

## 参加ミュージシャン
- TK - ボーカル、ギター、ベース、ピアノ

white silence
- 湯川潮音 - ボーカル
- 平井真美子 - ピアノ
- 結城泰範 - ドラム

film A moment
- BOBO - ドラム
- 佐藤帆乃佳 - バイオリン
- 坂本圭 - フルート、ティン・ホイッスル
- 345 - コーラス
- ピエール中野 - ギター